# Nitro Snowboards

Logo

Nitro Snowboards ist ein im Jahre 1990 gegründetes Schweizer/deutsches Unternehmen, das Snowboards, Snowboardschuhe und Bindungen herstellt. 
Die Firma hat ihren Hauptsitz in Hünenberg, Schweiz. Die Produktentwicklung erfolgt in Oberammergau in Deutschland, im Falle der Snowboardshuhe zum Teil in Italien. Die Fertigung der Produkte erfolgt größtenteils in Taiwan. Zum Unternehmen Nitro Snowboards gehört außerdem noch die Marke L1 Outerwear, welche Outerwear (wie Snowboardjacken, -hosen) herstellt. 